# نانت
۴۷°۱۳′۰۲″شمالی ۱°۳۳′۱۴″غربی / ۴۷٫۲۱۷۲°شمالی ۱٫۵۵۳۹°غربی
نانت (به فرانسوی: Nantes، به برتونی: Naoned، به زبان گالو: Naunnt) شهری در غرب فرانسه است که لوآر (رود) از آن می‌گذرد و ۵۰ کیلومتر تا اقیانوس اطلس فاصله دارد.
این شهر ششمین شهر بزرگ فرانسه است. جمعیت این شهر بالغ بر ۲۸۴٬۹۷۰ (تخمین ۲۰۱۰) است. جمعیت منطقه شهری نانت حدود ۹۰۰٬۰۰۰ نفر است.
در سال ۲۰۰۴ مجله تایم نانت را به عنوان «قابل زندگی‌ترین شهر اروپا» انتخاب کرد. جشنواره سه قاره هر ساله در این شهر برگزار می‌شود.